# Thunbergia annua
Thunbergia annua là loài thực vật thân thảo mọc thẳng, sống một năm, thuộc chi Thunbergia, là bản địa khu vực đông bắc châu Phi. Mặc dù chưa được tìm thấy tại Queensland, Australia nhưng nó vẫn bị coi là loài thực vật co tiềm năng xâm hại.